# Рыбная (река, Уруп)
Рыбная — река на острове Уруп в России.
Длина реки — 14 км. Площадь водосборного бассейна — 79 км². Берёт начало на юге хребта Шокальского. Общее направление течения реки с юго-востока на северо-запад. Впадает в залив Смуглый Охотского моря.

## Данные водного реестра
По данным государственного водного реестра России относится к Амурскому бассейновому округу.